# Alexandros Agrotis
Alexandros Agrotis (13 juli 1998) is een Cypriotisch wielrenner.

## Carrière
Als junior werd Agrotis in 2015 tweede in zowel de tijdrit als de wegwedstrijd tijdens de nationale kampioenschappen. Aan het eind van dat jaar nam hij deel aan de wegwedstrijd op het wereldkampioenschap, maar reed deze niet uit. In 2016 won hij beide titels op het nationale kampioenschap en eindigde hij op plek 57 in de wegwedstrijd op het wereldkampioenschap.
In 2017 werd Agrotis, achter Andreas Miltiadis, tweede op het nationale kampioenschap tijdrijden. Twee dagen later won hij wel de wegwedstrijd, door bijna twee minuten eerder dan zijn dichtste achtervolger over de finish te komen. Tijdens de Spelen van de Kleine Staten van Europa eindigde hij op plek 23 in de wegwedstrijd.
In maart 2018 nam Agrotis deel aan de Ronde van Rhodos. Hier werd hij, mede door een zesde plaats in de laatste etappe, tiende in het eindklassement.
In 2022 was Agrotis enkele maanden actief bij Israel Cycling Academy. Hier werd hem echter geen vervolgcontract aangeboden.

## Overwinningen
2016
 Cypriotisch kampioen tijdrijden, Junioren
 Cypriotisch kampioen op de weg, Junioren
2017
 Cypriotisch kampioen op de weg, Elite